# Psalm żalu
Psalm żalu – czwarty z Psalmów przyszłości napisany przez Zygmunta Krasińskiego w 1848 roku.

## O utworze
Psalm żalu powstał w 1848 roku jako odpowiedź Krasińskiego na poemat Słowackiego Odpowiedź na Psalmy przyszłości (Do autora trzech Psalmów). We wstępnym słowie do utworu autor podkreśla zarzuty podniesione przez nieznanego mu polemistę: 
- Przeczucia Psalmu miłości są zupełnie fałszywe, a bojaźń autora nieuzasadniona. Nikt nie groził nożem i rzezią, a ty zląkł się, syn szlachecki.
- Szlachty może było kiedyś i sto tysięcy, ale teraz wcale już jej nie ma. Dlatego muszą przyjść światła Boże na lud. Wtedy powstaną cudowne jakieś przerażenia i z nimi będzie duch.
- Słaby mówisz rzeź wybiera, ale kto wie co wybierze ów młody duch. Może ludów zatracenie, okropne odmęty płomieni, ruiny, z których korzysta właśnie on, duch wieczny rewolucjonista.
- Nad popiołami zniszczonego świata wstanie nowa jutrzenka. Z otchłani ojczystych dziejów słychać będzie jęk. Duch ponad nimi będzie uciskał, mroczył i błyskał, aż wstanie wiek absolutnie nowy[1].

Poemat dzieli się na trzy części. Pierwsza liczy sobie 198 wersów, druga – 118, trzecia – 318. Jest to więc najobszerniejszy z psalmów Krasińskiego. Utwór został opatrzony podwójnym mottem: ...mają oczy, aby widzieli, a nie widzą – uszy mają, aby słyszeli, a nie słyszą z Ezechiela (12, 2) i Boć nie posłał Bóg Syna swego na świat, aby sądził świat, ale by świat był zbawion przezeń z Ewangelii św. Jana (3, 17), w tłumaczeniu Biblii gdańskiej.

## Treść

### I
Poeta, któremu polemista zarzuca tchórzostwo, przyznaje, że nie uznaje pewnego rodzaju męstwa: drży przed męczeństwem bliźniego i nie lubi spychać innych w otchłań. Mordercy nie są mu braćmi. Kocha szablę, a nie nóż. Lękiem napełnia go Bogarodzica mówiąca sprośne słowa. Dlatego wzywa swego rozmówcę, by odwagę jednego z nich i bojaźń drugiego osądził Bóg.
Gdy miały padać trupy nieszczęsnych braci, gdy chłopi i Żydzi mieli z nich zdzierać łupy, podjudzani przez zaborców, jego przeciwnik, niczego nie przeczuwając, snuł marzenia o ukraińskiej kosie, cepach i kłonicach ze światła i wichrach z płomienia. Tymczasem polska szlachta kładła pod topór głowy Zborowskich. Miłość – chwała – / Przeszłość cała zostały rozdeptane przez zapowiadany z zachwytem nowy wiek. Jutro rano, polska szlachta, której nie ma, powstanie na bój z trzema zaborcami. Lecz wtedy z nieba spadnie cud jego polemisty: cepy i kłonice. Polskę namiestników / Za kilka srebrników /  Twój rozsieka Lud! I nic nie pozostanie ze spodziewanego akordu dziejów.
Oby jego krytyk wieszczył prawdziwie, a autor utworu, oby okazał się zdjętym przerażeniem kłamcą. Oby Polska nierozdarta rzezią, śmiała się z niego. I oby pozwany przed sąd został skazany na śmierć lub kajdany. Wśród przekleństw gminu szliby obydwaj szczęśliwi, jeden swą chwałą, drugi zbawieniem Polski. Niestety wściekłość nie jest uduchowieniem, a wszelka godzina zwycięstwa zaczyna bić w sercu Boga. Dlatego narody muszą najpierw stanąć przed nim i to z anielską duszą. Tylko święty Lud odziedziczy królestwo. Lecz póki nie jest Królem, nie ma co przed nim klękać. Raczej ufać w polską szlachtę i moc Pana.
W pieśni jego polemisty Duch grzmi jak pogański Jowisz, jak upiór wandalski, który ma przynieść tyle postępu, co Attyla. Jest tylko czystą myślą, tylko Robespierre'm. Nie ma serca, ani życia. Taki obraz Ducha jest oszczerstwem, mglistym wyobrażeniem. 
Ciało i dusza wiecznie zbuntowana od czasu grzechu pierworodnego, walczą ze sobą. W tej walce zdarza się, że jakaś idea przybiera ludzkie rysy i oszalała wylewa strugi krwi. Każdy wiek zostaje strącony przez swego syna i następcę i tak ojcobójstwami plami się czas. Z tych żywiołów nie wyzwoli człowieka zbyt lekka dusza, ani nadmiernie obciążone ciało. Potrzeba tego, kto idzie trzecim torem – Świętego Ducha. Lecz on płynie – a nie skacze. Ziemia z jego powodu nie płacze krwią. Widnokręgi świata wypełnia niewidzialnymi potęgami, a ludzi budzi do nadziei.

### II

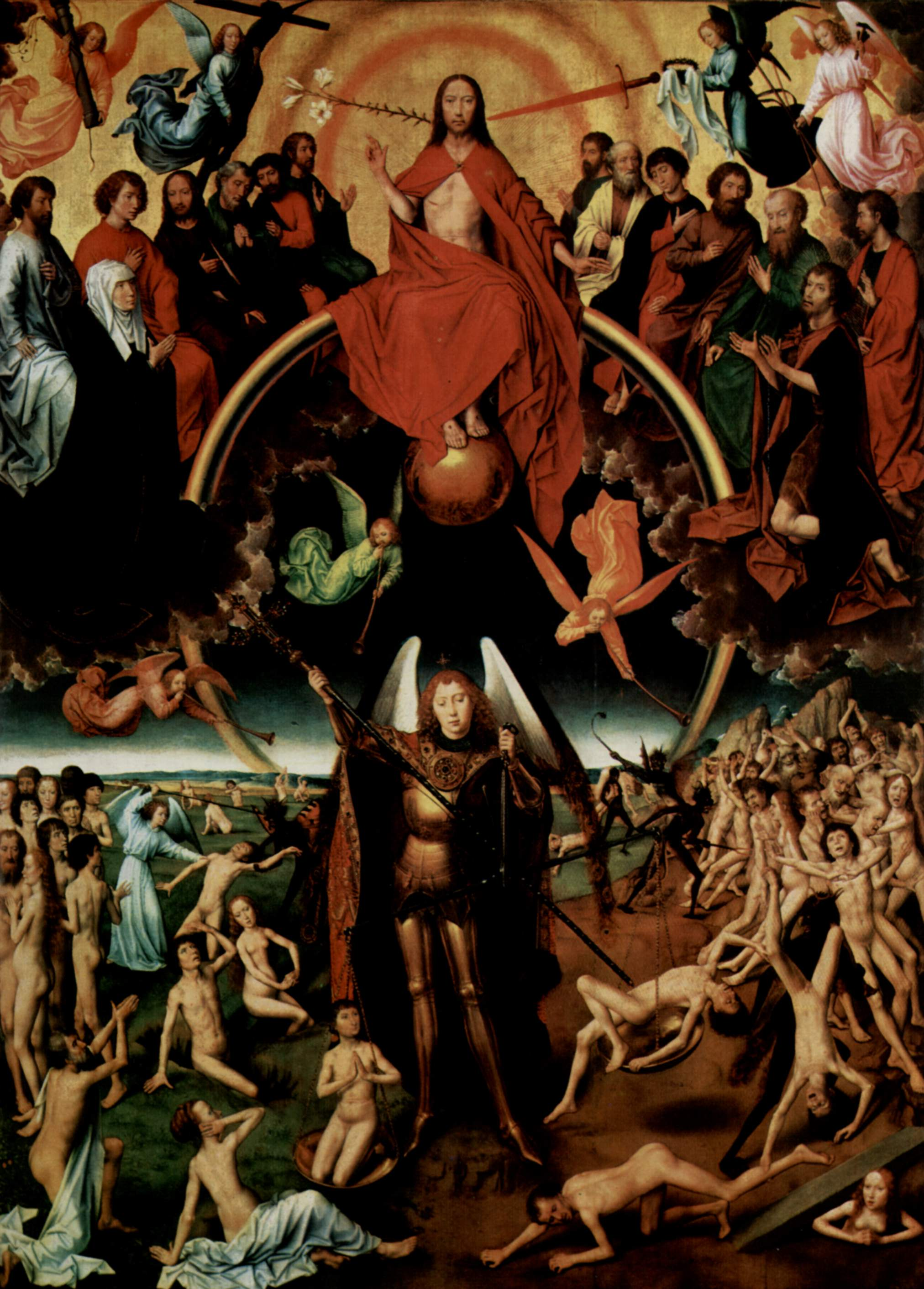
Sąd Ostateczny. Hans Memling

Moc Boga Ojca i myśl Chrystusa wzniecają iskrę, która biegnąc poprzez ziemie i słońca, zwołuje wszystkie wieki na sąd. Na polu Jozafata gromadzą się zatrwożone stulecia, a wszędzie w krąg tłum krwawych widm. Każdy prosi anioła-kata o łaskę, słyszy jednak twardy wyrok, bo żył nadaremno nie bratając się z innymi. Strącani w przepaść chwytają się za ręce i wspierają, by się obronić. Tak rodzi się miłość przy zgonie. Ugodzeni strzałami Pana pojmują, że dopiero gdy są jednością stają się obrazem Boga i wołają o zmiłowanie. Od ich skruchy niebo zapala się tęczą. Nadchodzi Duch. Świat się przemienia w diamentowy dom. Z nieba spad tyle gromów ile jest potępionych wieków. Każdy w złotej łunie ulega przemianie. Przeszłość zostaje zbawiona, a przyszłość oświecona. Aniołowie głoszą wiek chwały. Krwawe łzy zostały zamienione w prąd światła, grzech – starty i rządy objął Duch.

### III
Autor powstrzymuje swego polemistę. Ani mongolskie bicze, ani czerwone Rzeczpospolite nie są cudami Ducha. Tylko wolna wola jest zdolna zamienić drogi Boże w jamę zguby, siać morderstwa w imię nadziei i braterstwa, świat wytrącić z jego kolein. Jej obłuda dotyka Ducha i nic jej nie zmaże. Ci którzy głoszą takie prawdy są faryzeuszami przyszłości. Wołają: Chryste! Chryste! Lecz każdy czuje się Bogiem. A kto się ubóstwia, ten się jednocześnie pomału odczłowiecza. Dziki i chory widzi wokół siebie zmory, mąci wiarę, dzieje i ojczyznę. Wpada w rozpacz. Wzywając innych do obłędu ogłasza się prorokiem i zbawcą. Aż nie wątpiąc, że jest Bogiem i stwórcą, staje się katem dusz i ciał.
Kto obcuje z Duchem widzi wkoło niesprawiedliwości i krzywdy, wyniesienie carów, zbuntowany lud wiodący świat ku zatraceniu i powstaje by zbawiać ludzi. Przyjmuje rany i ciernie. Wśród podłości i krzywd chwali Pana. Nie dba o wrogów czyhających ze zdradą i zabójstwem. I pamięta, że jest niczym przed obliczem Bożym. Wtedy z duszą czystą i szczerą łączy się z duchem. Poeta mówi, że widzi dokąd zmierza wir zdarzeń. Celem Polski nie jest zemsta i pożoga. Tajemnica jego przeciwników prowadzi do skojarzenia dwóch barbarzyństw: spuścizny Iwana Groźnego i rewolucyjnych klubów. Jest ślubem gilotyny z carskim knutem. Prowadzi do podeptania kościołów i pomieszania plemion. I to Polska ma wedle nich być sprawczynią pożaru wszechświata. Kuszą ja, by pod koniec swej męki, przywdziała wygląd upiora, zakochała się w Szatanie i o nim świadczyła.
Polska nie w takim stroju wstanie do ostatniej walki, ale z pacierzem na ustach, ze skrzydłami spływającymi znad pancerza, z kształtem dwóch mieczy, które leczą, w ręku. Zapraszać będzie gości do przybytków Pańskich. Wcześniej Pan dokona sądu nad Rzeczpospolitymi szatańskimi i północnym knutem. Świat-kat Polski legnie w pyle. Porwie się do noża i sam sobie będzie zadawał ból i uczci Moskala. Polska ma zlecieć jak Anioł, ale nie ma zostać katem swego kata. Zemsta wiedzie bowiem do zatraty. Ludy, które pragnęły wolności, ale nie znały Boga, utraciły wielu swych synów. Ci co pozostali, jęczą w niewoli, służąc Sprośnym Panom bez koron na głowie: wyznawcom Jehowy, schizmatyckim duchoborcom i raskolnikom, czcicielom Molocha. Zepchnięci ze schodów dziejowych, spadają w ciemność.
Polska ma zlecieć jak Anioł w promienistym ciele. Jej imię – Bogumiła. Wzgardziła czerwonym sztandarem / i moskiewskim Carem. Ona jedna jaśnieje pośród czerni swych prześladowców. Ściga przez powietrze szatany. Doścignięci upadają od światła jej mieczy. Świat ją zabił, a ona teraz podaje mu rękę. W niej przechowana jest Ludzkość niepokalana. W dłoniach nie trzyma puginału, Duch w niej zwycięża Bożoczłowieczym czynem. Sypie z dłoni garść promieni i na świecie robi się jaśniej. Aż przeleci wszystkie kraje i odegna od nich śmierć wieczną. Tak się zmartwychwstaje.